# تشارلز أندرسون (سياسي)
تشارلز أندرسون (بالإنجليزية: Charles Anenrson)‏ هو طبيب بيطري وسياسي أمريكي، ولد في 29 يونيو 1945. حزبياً، نشط في الحزب الجمهوري. وقد انتخب عضو مجلس نواب تكساس.

## وصلات خارجية
- الموقع الرسمي